# Xã Cadron, Quận White, Arkansas
Xã Cadron (tiếng Anh: Cadron Township) là một xã thuộc quận White, tiểu bang Arkansas, Hoa Kỳ. Năm 2010, dân số của xã này là 466 người.